# 三氧化硫
三氧化硫（分子式：SO3）是一种硫的氧化物，有類似二氧化硫的氣味，溶於水中反應成硫酸。它的气体形式是一种严重的污染物，是形成酸雨的主要来源之一。
在673K、1atm下，三氧化硫略有分解并达到平衡（三氧化硫含量99.2%），较低的温度与较高的压力有利于三氧化硫的稳定。但1173K时，三氧化硫完全分解。

## 结构

### 气态构型
气态的SO3是一种具有D3h对称的平面正三角形分子，含有一个离域的{\displaystyle \pi _{4}^{6}}键。这与价层电子对互斥理论（VSEPR）所预测的结论是一致的。  
三氧化硫中，硫的化合价为+6，分子为非极性分子。

### 固态结构

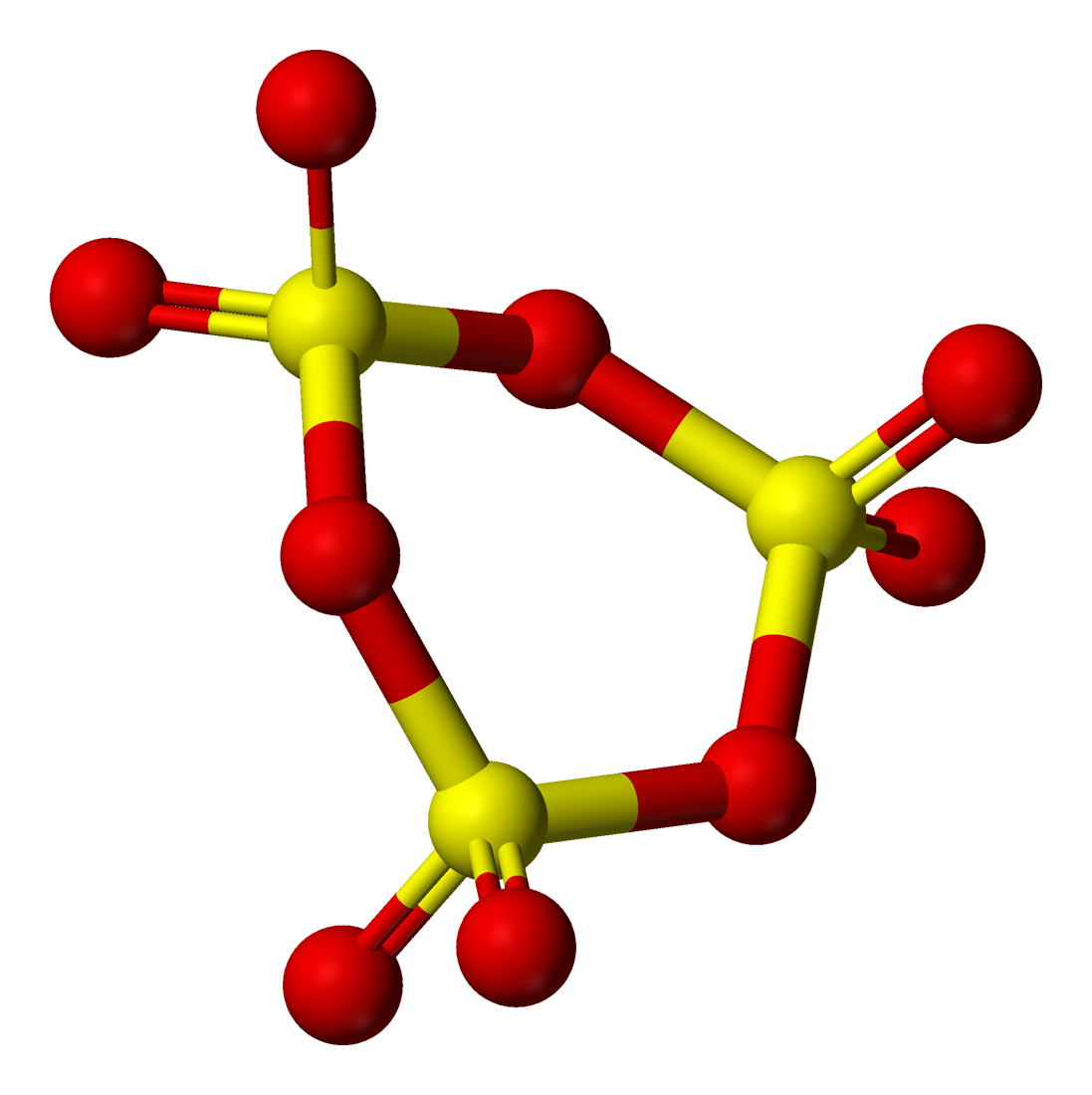
γ-SO_{3}分子的结构模型

天然的SO3固体有一种令人惊讶的、因痕量水导致结构改变的复杂结构。 由于气体的液化，极纯的SO3冷凝形成一种通常称作γ-SO3的三聚体。这种分子形式是一种熔点在16.8℃的无色固体。它形成的环状结构被称为[S（=O）2（μ-O）]3.
如果SO3在27℃以上冷凝，可形成熔点为62.3℃的α-"SO3" . α-SO3外观为类似石棉的纤维状（虽然两者相差甚远）。
在结构上来说，它是形如[S（=O）2（μ-O）]n的聚合物。聚合物分子的每个末端都以-OH结束（因此α-"SO3"并非真正是SO3的一个构型）。β-SO3是与α构型相类似、但相对分子质量不同的纤维状聚合物，其分子末端亦皆为羟基，熔点为32.5℃。γ构型和β构型都是介稳的，在长时间放置后最终会转化为稳定的α构型。这种转化是由痕量水导致的。
在同一温度下固体SO3的相对蒸气压大小为α<β<γ，亦指明它们相对分子质量的大小。液态三氧化硫的蒸气压说明它是γ构型。因此加热α-SO3的晶体至其熔点时会导致蒸气压的突然升高，巨大的压力甚至可以冲破加热它的玻璃管。这个结果被称为α爆炸。
SO3极易水解。事实上，由于SO3使碳水化合物脱水並放出大量热，该反应足以使混合了SO3的木头或者棉花点燃。

## 制备
在实验室中三氧化硫可以通过硫酸氢钠的两步高温分解来制备：
脱水：
2 NaHSO4{\displaystyle {\ce {->[{\text{315℃}}]}}}Na2S2O7 + H2O
热分解：
Na2S2O7{\displaystyle {\ce {->[{\text{460℃}}]}}}Na2SO4 + SO3
其他的金属硫酸氢盐同样在这个办法中适用，这个的关键在于中间媒介焦硫酸盐的稳定性。
SO3的工业制法是接触法。二氧化硫通常通过硫的燃烧或黄铁矿矿石（一种含硫铁矿石）的煅烧得到的，先通过静电沉淀进行提纯。提纯后的SO2在400至600°C的温度下，用负载在硅藻土上的含氧化钾或硫酸钾（助催剂）的五氧化二钒作为催化剂，将二氧化硫用氧气氧化为三氧化硫。铂同样可以充当这个反应的催化剂但是价格昂贵，比混合物更容易发生催化剂中毒（导致失效）。其催化机理为：
2 SO2 + V2O5 → 2 SO3 + V2O3
V2O3 + O2 → V2O5
以这种方式制得的三氧化硫大部分都被转化为了硫酸，但不能用水进行吸收，否则将形成大量酸雾，但如果采用98.3%硫酸作吸收剂，因其液面上水、三氧化硫和硫酸的总蒸气压最低，故吸收效率最高。
另外，把硫酸銅在空氣中加熱至650°C，硫酸銅會分解成三氧化硫及氧化銅。
{\displaystyle {\ce {CuSO4->[650^{\circ }C]SO3{\uparrow }+CuO}}}
另一种方法是用一氧化氮催化氧化二氧化硫，但此法的缺陷是使用的一氧化氮剧毒（也有认为钒也是此反应的催化剂）：
2SO2 + O2{\displaystyle {\ce {->[{\ce {N}}O]}}}2SO3

## 化学性质
SO3是硫酸（H2SO4）的酸酐，三氧化硫與水反應，釋放出大量的熱，而形成硫酸。因此，可以发生以下反应：
SO3(𝑔) + H2O(𝑙) → H2SO4(𝑎𝑞)（Δ𝐻ᶱ＝-88 kJ mol−1）
这个反应进行得非常迅速，而且是放热反应。在大约~340 °C以上时，硫酸、三氧化硫和水才可以在平衡浓度下共存。
此外，三氧化硫与一些碱土金属氧化物作用时可发光。
三氧化硫也与二氯化硫发生反应来生产很有用的试剂——亚硫酰氯。
SO3 + SCl2 → SOCl2 + SO2

## 危害
人體吸入三氧化硫後，氣體進入呼吸道及肺，並溶於粘液，形成硫酸，腐蝕呼吸道。